# وادي الشيخان
وادي الشيخان قرية في ناحية كنسبا التابعة لمنطقة الحفّة في محافظة اللاذقية. بلغ عدد سكانها 411 نسمة حسب تعداد عام 2004.